# West Walker
La West Walker (en anglais : West Walker River) est un cours d'eau américain qui s'écoule dans le comté de Mono, en Californie, puis le comté de Douglas, au Nevada. Cette rivière forme le lac Topaz puis se jette dans la Walker, qui fait partie du système hydrologique du Grand Bassin des États-Unis. Plusieurs sections de son cours relèvent de la forêt nationale de Humboldt-Toiyabe.